# Meeting Jaén Paraíso Interior 2021
Das Meeting Jaén Paraíso Interior 2021 war eine Leichtathletik-Veranstaltung, die am 22. Mai 2021 im Polideportivo Municipal im andalusischen Andújar stattfand. Die Veranstaltung war Teil der World Athletics Continental Tour und zählte zu den Bronze-Meetings, der dritthöchsten Kategorie dieser Leichtathletik-Serie.

## Resultate

### Männer

#### 200 m
| Platz | Athlet                | Land | Zeit (s) |
| ----- | --------------------- | ---- | -------- |
| 1     | Yancarlos Martínez    | DOM  | 20,54 SB |
| 2     | Alexander Ogando      | DOM  | 20,63    |
| 3     | Arthur Cissé          | CIV  | 20,99    |
| 4     | Tazana Kamanga-Dyrbak | DEN  | 21,12    |
| 5     | Óscar Husillos        | ESP  | 21,19    |
| 6     | Churandy Martina      | NED  | 21,20    |
| 7     | Daniel Rodríguez      | ESP  | 21,23 SB |
| 8     | Pol Retamal           | ESP  | 21,24    |

Wind: −1,8 m/s

#### 1500 m
| Platz | Athlet                   | Land | Zeit (min) |
| ----- | ------------------------ | ---- | ---------- |
| 1     | Teddese Lemi             | ETH  | 3:35,84 MR |
| 2     | Samuel Zeleke            | ETH  | 3:36,30 PB |
| 3     | Azeddine Habz            | FRA  | 3:36,95    |
| 4     | Isaac Nader              | POR  | 3:37,15    |
| 5     | John Travers             | IRL  | 3:37,94    |
| 6     | Santiago Catrofe         | URU  | 3:38,40    |
| 7     | Mariano García           | ESP  | 3:41,16 PB |
| 8     | Enrique Herreroso        | ESP  | 3:41,30 SB |
| 9     | Sergio Paniagua          | ESP  | 3:41,36 SB |
| 10    | Yani Khelaf              | FRA  | 3:42,54    |
| 11    | Pablo Sánchez-Valladares | ESP  | 3:44,17 PB |
| 12    | Álvaro de Arriba         | ESP  | 3:44,78 PB |
|       | Pablo Sánchez Santos     | ESP  | DNF (Pace) |

#### 400 m Hürden
| Platz | Athlet              | Land | Zeit (s) |
| ----- | ------------------- | ---- | -------- |
| 1     | Nick Smidt          | NED  | 50,13 PB |
| 2     | Ramsey Angela       | NED  | 50,14 SB |
| 3     | Jesús David Delgado | ESP  | 50,34 PB |
| 4     | Omar Cisneros       | CUB  | 50,79 SB |
| 5     | Mark Ujakpor        | ESP  | 51,49    |
| 6     | Victor Coroller     | FRA  | 51,53    |
| 7     | Juander Santos      | DOM  | 53,79    |
|       | Aleix Porras        | ESP  | DNF      |

#### 3000 m Hindernis
| Platz          | Athlet             | Land       | Zeit (min) |
| -------------- | ------------------ | ---------- | ---------- |
| 1              | Emil Blomberg      | SWE        | 8:29,68 PB |
| 2              | Mehdi Belhadj      | FRA        | 8:29,75    |
| 3              | Sebastián Martos   | ESP        | 8:30,25 SB |
| 4              | Simon Sundström    | SWE        | 8:22,26    |
| 5              | Abdelhamid Zerrifi | FRA        | 8:34,42    |
| 6              | Gonzalo Parra      | ESP        | 8:36,12 PB |
| 7              | Abderrahim Ougra   | ESP        | 8:39,80 PB |
| 8              | Andreu Blanes      | ESP        | 8:47,39    |
| 9              | Carlos Muñoz       | ESP        | 8:47,42 PB |
| 10             | Alejandro Ortuño   | ESP        | 9:01,13 PB |
|                | Nabil Sebbar       | ESP        | DNF (Pace) |
| André Pereira  | POR                | DNF (Pace) |            |
| Ibrahim Chakir | ESP                | DNF (Pace) |            |

#### Hochsprung
| Platz | Athletin           | Land | Höhe (m) |
| ----- | ------------------ | ---- | -------- |
| 1     | Luís Castro        | PUR  | 2,22     |
| 2     | Stefano Sottile    | ITA  | 2,18     |
| 3     | Jonas Wagner       | GER  | 2,14     |
| 4     | Gerson Baldé       | POR  | 2,14     |
| 4     | Eugenio Meloni     | ITA  | 2,14     |
| 6     | Matúš Bubeník      | SVK  | 2,10     |
| 7     | Juan Ignacio López | ESP  | 2,05 SB  |
| 8     | David Bolado       | ESP  | 2,05 SB  |
|       | Carlos Rojas       | ESP  | NH       |

#### Kugelstoßen
| Platz | Athlet            | Land | Weite (m) |
| ----- | ----------------- | ---- | --------- |
| 1     | Tsanko Arnaudov   | POR  | 20,25 SB  |
| 2     | Francisco Belo    | POR  | 20,25     |
| 3     | Konrad Bukowiecki | POL  | 20,14 SB  |
| 4     | Mesud Pezer       | BIH  | 20,09 SB  |
| 5     | Roman Kokoschko   | UKR  | 20,00     |
| 6     | Carlos Tobalina   | ESP  | 18,97     |
| 7     | José Ángel Pinedo | ESP  | 18,68 SB  |

#### Hammerwurf
| Platz | Athlet            | Land | Weite (m)   |
| ----- | ----------------- | ---- | ----------- |
| 1     | Paweł Fajdek      | POL  | 81,62 MR SB |
| 2     | Wojciech Nowicki  | POL  | 79,54 SB    |
| 3     | Quentin Bigot     | FRA  | 78,99 PB    |
| 4     | Javier Cienfuegos | ESP  | 76,59       |
| 5     | Ragnar Carlsson   | SWE  | 75,87 PB    |
| 6     | Pedro José Martín | ESP  | 74,24 SB    |
| 7     | Rúben Antunes     | POR  | 69,67       |
| 8     | Carlos González   | ESP  | 56,03 PB    |
|       | Alberto González  | ESP  | NM          |

### Frauen

#### 100 m
| Platz | Athlet              | Land | Zeit (s) |
| ----- | ------------------- | ---- | -------- |
| 1     | Gina Bass           | GAM  | 11,27 MR |
| 2     | Ángela Tenorio      | ECU  | 11,50    |
| 3     | Ciara Neville       | IRL  | 11,52    |
| 4     | Paula Sevilla       | ESP  | 11,57    |
| 5     | Jaël Bestué         | ESP  | 11,62    |
| 6     | Anahí Suárez        | ECU  | 11,62    |
| 7     | María Isabel Pérez  | ESP  | 11,71    |
| 8     | Sonia Molina Prados | ESP  | 11,82    |

Wind: −0,1 m/s

#### 400 m
| Platz | Athlet            | Land | Zeit (s)    |
| ----- | ----------------- | ---- | ----------- |
| 1     | Marileidy Paulino | DOM  | 50,25 MR NR |
| 2     | Cátia Azevedo     | POR  | 51,61 NR    |
| 3     | Floria Gueï       | FRA  | 52,23 SB    |
| 4     | Leni Shida        | UGA  | 52,62       |
| 5     | Anita Horvat      | SVN  | 52,80       |
| 6     | Amandine Brossier | FRA  | 52,96 SB    |
| 7     | Laura Bueno       | ESP  | 53,15 SB    |
| 8     | Carmen Sánchez    | ESP  | 54,27       |

#### 800 m
| Platz | Athlet             | Land | Zeit (min) |
| ----- | ------------------ | ---- | ---------- |
| 1     | Freweyni Hailu     | ETH  | 1:59,92 PB |
| 2     | Hirut Meshesha     | ETH  | 2:00,95 SB |
| 3     | Bianka Bartha-Kéri | HUN  | 2:03,78 SB |
| 4     | Natalia Romero     | ESP  | 2:04,18 SB |
| 5     | Léna Kandissounon  | FRA  | 2:04,82    |
| 6     | Daniela García     | ESP  | 2:04,88 PB |
| 7     | Mireya Arnedillo   | ESP  | 2:05,14 PB |
| 8     | Claire Mooney      | IRL  | 2:06,25    |
| 9     | Lorena Martín      | ESP  | 2:06,83    |
| 10    | Līga Velvere       | LAT  | 2:09,81    |
|       | Marta Bayo         | ESP  | DNF (Pace) |

#### 5000 m
| Platz           | Athlet             | Land       | Zeit (min)  |
| --------------- | ------------------ | ---------- | ----------- |
| 1               | Lemlem Hailu       | ETH        | 15:02,27 MR |
| 2               | Genzebe Dibaba     | ETH        | 15:09,61    |
| 3               | Francine Niyonsaba | BDI        | 15:12,08 NR |
| 4               | Nadia Battocletti  | ITA        | 15:16,70 PB |
| 5               | Meraf Bahta        | SWE        | 15:17,99    |
| 6               | Sarah Lahti        | SWE        | 15:23,82    |
| 7               | Marta García       | ESP        | 15:31,50 PB |
| 8               | Isabel Barreiro    | ESP        | 15:40,60 PB |
| 9               | Celia Antón        | ESP        | 15:42,02    |
| 10              | Loice Chemnung     | KEN        | 15:43,16    |
| 11              | Carla Gallardo     | ESP        | 15:54,54 PB |
| 12              | Maitane Melero     | ESP        | 15:56,31    |
| 13              | Anna Dibaba        | ETH        | 15:59,12    |
| 14              | Idaira Prieto      | ESP        | 16:09,09 PB |
| 15              | Andrea Romero      | ESP        | 16:09,70    |
| 16              | Meritxell Soler    | ESP        | 16:17,99 PB |
|                 | Renata Pliś        | POL        | DNF (Pace)  |
| Cristina Espejo | ESP                | DNF (Pace) |             |
| Hiwot Mehari    | ETH                | DNF (Pace) |             |

#### 100 m Hürden
| Platz | Athlet            | Land | Zeit (s) |
| ----- | ----------------- | ---- | -------- |
| 1     | Caridad Jerez     | ESP  | 13,29 SB |
| 2     | Teresa Errandonea | ESP  | 13,30    |
| 3     | Xènia Benach      | ESP  | 13,35    |
| 4     | Gréta Kerekes     | HUN  | 13,65    |
| 5     | Elba Parmo        | ESP  | 13,72 SB |
| 6     | Carmen Sánchez    | ESP  | 13,87 SB |
| 7     | Sheila Prados     | ESP  | 14,18    |
|       | Elisa Di Lazzaro  | ITA  | DSQ      |

Wind: −0,6 m/s

#### Dreisprung
| Platz | Athletin              | Land | Weite (m)      |
| ----- | --------------------- | ---- | -------------- |
| 1     | Yulimar Rojas         | VEN  | 15,43 WL MR AR |
| 2     | Rouguy Diallo         | FRA  | 14,20 SB       |
| 3     | Ana Peleteiro         | ESP  | 14,17          |
| 4     | Evelise Veiga         | POR  | 13,69          |
| 5     | Patricia Sarrapio     | ESP  | 13,42 SB       |
| 6     | Núbia Soares          | BRA  | 13,31          |
| 7     | Thelma Nohemí Fuentes | GUA  | 13,16 SB       |
| 8     | Diana Zagainova       | LTU  | 12,85          |
| 9     | Tessy Ebosele         | ESP  | 12,76          |

#### Speerwurf
| Platz | Athletin       | Land | Weite (m) |
| ----- | -------------- | ---- | --------- |
| 1     | Līna Mūze      | LAT  | 62,28 MR  |
| 2     | Réka Szilágyi  | HUN  | 58,63     |
| 3     | Arantza Moreno | ESP  | 52,04     |
| 4     | Enya Carretero | ESP  | 48,47 SB  |